# Top Gel
Top Gel este unul dintre cei mai mari producători de înghețată din România.
Compania este deținută de oamenii de afaceri Petre Popa și Robert Iriza din Craiova.
Compania Top Gel a fost înființată în 1994, are 24 depozite și puncte de lucru, circa 200 de autoturisme pentru transportul înghețatei și 21.000 de lăzi frigorifice pe care le distribuie în comerț.
Fabrica Top Gel din comuna Cârcea (județul Dolj) a fost deschisă în anul 2007, în urma unor investiții totale de 10 milioane de euro, și poate produce zilnic 100 de tone de înghețată.
Odată cu inaugurarea unității din Cârcea, în anul 2007, vechea fabrică a companiei din Craiova a fost închisă.